# 洛羅副鱸
洛羅副鱸，為輻鰭魚綱鱸形目鱸亞目鮨科的其中一種，分布於中東太平洋區，從墨西哥至巴拿馬海域，棲息深度60-180公尺，體長可達38公分，生活在岩石底質海域，為底棲性魚類，屬肉食性，生活習性不明。